# Lagodechi (gmina)
Gmina Lagodechi (gruz. ლაგოდეხის მუნიციპალიტეტი) – jednostka administracyjna należąca do Kachetii w Gruzji. Siedzibą gminy jest miasto Lagodechi. 

## Położenie
Gmina położona jest w północno-wschodniej części Kachetii, a jednocześnie we wschodniej części Gruzji. 

## Ludność
Na podstawie danych statystycznych z 2024 roku gminę Lagodechi zamieszkiwało 40 300 osób. 